# Radikal 195
Radikal 195 mit der Bedeutung „Fisch“ ist eines von sechs traditionellen Radikalen der chinesischen Schrift, die mit elf Strichen geschrieben werden.
Mit 82 Zeichenverbindungen in Mathews’ Chinese-English Dictionary kommt es sehr häufig im Lexikon vor.
Kurzzeichen (VR China): 鱼
Das Piktogramm dieses Zeichens zeigt den schuppigen Körper eines Fisches. Später kamen noch Flossen und der Kopf hinzu. Die vier Punkte stilisieren den Schwanz. In zusammengesetzten Zeichen fungiert 鱼 in der Regel als Sinnträger für das Bedeutungsfeld Fisch wie in:
鲤 (= Flusskarpfen),
渔 (= fischen)
鳃 (= Kiemen) und
鲜 (= frisch).
Lu 鲁, der Name eines alten Staates, die Heimat des Konfuzius, in der heutigen Provinz Shandong hat die weitere Bedeutung „dumm“. Das Zeichen enthält den Fisch 鱼 vermutlich wegen der Nähe des Staates Lu zum Meer. Die Sonne 日 unten im Zeichen entwickelte sich aus einem rechteckigen Symbol, das für einen Fischteich stand.
Das Kurzzeichen des Radikals 195 ist 鱼; mit 魚 werden Zeichenverbindungen von U+9B5A bis 䲜 U+9C7B codiert, anschließend daran mit 鱼 von U+9C7C bis 鳤 U+9CE4.

## Schriftzeichenverbindungen, die vom Radikal 195 regiert werden
| Striche | Zeichen |                                                    |
| ------- | --- | -------------------------------------------------- |
| +0      | 魚 | 鱼                                                 |
| +01     | 䰲 |                                                    |
| +02     | 䰳魛魜魝魞                                                                                                 | 鱽                                                 |
| +03     | 䰴䰵䰶魟魠魡魢                                                                                             | 鱾                                                 |
| +04     | 䰷䰸䰹䰺䰻䰼䰽䰾䲝魣魤魥魦魧魨魩魪魫魬魭魮魯魰魱魲魳魴魵魶魷魸魹魯                                         | 鱿 鲀 鲁 鲂 鲃                                     |
| +05     | 䰿䱀䱁䱂䱃䱄䱅䱆䱇䱈䱉䲞䲟魺魻魼魽魾魿鮀鮁鮂鮃鮄鮅鮆鮇鮈鮉鮊鮋鮌鮍鮎鮏鮐鮑鮒鮓鮔鮕鮖鮗鮘鮣                 | 鲄 鲅 鲆 鲇 鲈 鲉 鲊 鲋 鲌 鲍 鲎 鲏 鲐             |
| +06     | 䱊䱋䱌䱍䱎鮙鮚鮛鮜鮝鮞鮟鮠鮡鮢鮤鮥鮦鮧鮨鮩鮪鮫鮬鮭鮮鮯鮰鮱鮲鮳鮴鮺                                         | 鲑 鲒 鲓 鲔 鲕 鲖 鲗 鲘 鲙 鲚 鲛 鲜 鲝 鲞 鲟       |
| +07     | 䱏䱐䱑䱒䱓䱔䱕䱖䱗䱘鮵鮶鮷鮸鮹鮻鮼鮽鮾鮿鯀鯁鯂鯃鯄鯅鯆鯇鯈鯉鯊鯋鯌鯍鯎鯏鯐鯑鯒鯓                           | 鲠 鲡 鲢 鲣 鲤 鲥 鲦 鲧 鲨 鲩 鲪 鲫 鲬             |
| +08     | 䱙䱚䱛䱜䱝䱞䱟䱠䱡䱢䱣䱤䱥䱦䱧䱨䱩䱪鯔鯕鯖鯗鯘鯙鯚鯛鯜鯝鯞鯟鯠鯡鯢鯣鯤鯥鯦鯧鯨鯩鯪鯫鯬鯭鯮鯯鯰鯱鯲鯳鯴鯵鯻 | 鲭 鲮 鲯 鲰 鲱 鲲 鲳 鲴 鲵 鲶 鲷 鲸 鲹 鲺 鲻       |
| +09     | 䱫䱬䱭䱮䱯䱰䱱䱲䱳䱴鯶鯷鯸鯹鯺鯼鯽鯾鯿鰀鰁鰂鰃鰄鰅鰆鰇鰈鰉鰊鰋鰌鰍鰎鰏鰐鰑鰒鰓鰔鰕鰖鰗鰘鰙鰚鰛鰠           | 䲠 䲡 鲼 鲽 鲿 鳀 鳁 鳂 鳃 鳄 鳅 鳆 鳇 鳈 鳉 鳊 鳋 |
| +10     | 䱵䱶䱷䱸䱹䱺䱻䱼䱽䲢䲣䲤鰜鰝鰞鰟鰡鰢鰣鰤鰥鰦鰧鰨鰩鰪鰫鰬鰭鰮鰯鰰                                           | 鲾 鳌 鳍 鳎 鳏 鳐 鳑 鳒                            |
| +11     | 䱾䱿䲀䲁䲂䲃䲄䲅䲆䲇䲈鰱鰲鰳鰴鰵鰶鰷鰸鰹鰺鰻鰼鰽鰾鰿鱀鱁鱂鱃鱄鱅鱆鱇鱈                                     | 鳓 鳔 鳕 鳖 鳗 鳘 鳙 鳚 鳛 鷠                      |
| +12     | 䲉䲊䲋䲌䲍䲎䲏鱉鱊鱋鱌鱍鱎鱏鱐鱑鱒鱓鱔鱕鱖鱗鱘鱙鱚鱛鱗                                                     | 鳜 鳝 鳞 鳟                                        |
| +13     | 䲐䲑䲒䲓䲔䲕鱜鱝鱞鱟鱠鱡鱢鱣鱤鱥鱦鱧鱩鱪鱫                                                                 | 鳠 鳡 鳢 鳣                                        |
| +14     | 䲖䲗䲘鱨鱬鱭鱮鱯鱰                                                                                         | 鳤                                                 |
| +15     | 䲙鱱鱲鱳鱴鱵鱶                                                                                             |                                                    |
| +16     | 䲚䲛鱷鱸                                                                                                   |                                                    |
| +18     | 鱹 |                                                    |
| +19     | 鱺 |                                                    |
| +22     | 鱻 |                                                    |
| +33     | 䲜 |                                                    |

 Im Unicodeblock Kangxi-Radikale ist das Radikal 195 unter der Codepointnummer 12.226 (U+2FC2) codiert.